# Der Bulle von Tölz: In guten Händen
In guten Händen ist ein deutscher Fernsehfilm von Wolfgang F. Henschel aus dem Jahr 2004 nach einem Drehbuch von Doris Jahn. Es ist die 52. Folge der Krimiserie Der Bulle von Tölz mit Ottfried Fischer als Hauptdarsteller in der Rolle des Hauptkommissars Benno Berghammer. Die Erstausstrahlung erfolgte am 13. Oktober 2004 auf Sat.1.

## Handlung
In Bad Tölz hält eine Einbruchsserie die Polizei auf Trab. Hauptkommissar Benno Berghammer und seine Kollegin Sabrina Lorenz haben diesen kleinen Delikten bisher keine Beachtung geschenkt und Polizeihauptmeister Anton Pfeiffer mit den Ermittlungen beauftragt. Das ändert sich jedoch, als bei einem Einbruch ins evangelische Pfarrhaus ein Toter zu beklagen ist: der vom Hals abwärts gelähmte Vater des Pfarrers Niko Busch. Der Hausarzt stellt fest, dass Markus Busch an einem Herzinfarkt gestorben ist, hervorgerufen durch panische Atemnot, weil er eine Lungenfibrose hatte und sich in Bauchlage befand. Zudem war das Sauerstoffgerät nicht angehängt.
Zur fraglichen Zeit war Pfarrer Nico Busch bei der Leiterin der Diakonie, Frau Söllner, weil er wegen der bevorstehenden Versetzung nach Argentinien mit ihr die Heimunterbringung seines Vaters besprechen wollte, während seine Frau Christel mit Prälat Barthel Hinter beim Salsatanzen war.
Antonia Busch bezichtigt ihren Bruder, den Pfarrer, in seiner Jagdhütte Erbstücke des Vaters zu bunkern, die angeblich beim Einbruch gestohlen wurden, doch er verweigert ihr den Zutritt. Benno Berghammer lässt er jedoch einen Blick hineinwerfen und sagt, es sei der einzige Ort, wo er mit seiner Frau ungestört sei. Der Kommissar findet einen Ohrring, steckt ihn heimlich ein und zeigt ihn seiner Kollegin Lorenz. Sie sind sich einig, dass das Schmuckstück nicht zum Stil von Christel Busch passt. Als Berghammer den Ohrring Frau Söllner von der Diakonie hinhält, nimmt sie ihn dankend an sich.
Allmählich kristallisiert sich ein Zusammenhang zwischen den Einbrüchen und einer Gruppe illegaler polnischer Putzfrauen heraus, die sich in Prälat Hinters Pfarrhof als Pilgerfrauen einquartiert haben. Sie haben alle dieselbe Handynummer, doch Kommissarin Lorenz kann sie trotz mehrmaliger Versuche nicht erreichen. Kommissar Berghammer glaubt aber ohnehin nicht, dass sie etwas mit dem Mord zu tun haben. Ein plausibles Motiv hätte das Pfarrersehepaar, weil Nico Busch wegen seiner Versetzung nach Argentinien keinen Pflegefall brauchen kann und seine Frau strikt gegen eine Einweisung ins Heim war.
Ilonka, eine dieser Putzfrauen, arbeitet schwarz in Resi Berghammers Pension – freilich ohne Wissen ihres Sohnes Benno. Die junge Polin ahnt, dass Zivi Michael Meislein und sein Kumpel Kevin, die die Termine der Putzfrauen einteilen, die vermeintlich lukrativen Putzstellen als Einbrecher heimsuchen, und stellt ihnen eine Falle: Sie behauptet, Resi Berghammer sei alt und gebrechlich, fast blind und schwerhörig, habe viel Bargeld zu Hause und verbringe die meiste Zeit im Bett. Außerdem sei ihr Sohn ausgezogen. Der Schlüssel liege in einem Blumenkasten neben der Tür. Ilonka lässt Frau Berghammer ihrem Sohn ausrichten, er solle am Abend unbedingt zu Hause sein. Die Falle schnappt auch prompt zu, doch der Kommissar hat die Nachricht seiner Mutter vergessen und erfährt telefonisch, dass sie mit dem Bügeleisen zwei Einbrecher gestellt hat. Da naheliegt, dass Michael und Kevin auch für den Einbruch im Pfarrhaus verantwortlich sind, werden sie auch wegen Mordverdachts festgenommen. Kevin gibt den Einbruch zu, den Mord bestreitet er. Michael Meislein, der Christel Busch als Zivildienstleistender bei der Pflege unterstützt hat, gesteht, die Briefmarkensammlung an sich genommen zu haben. Markus Busch sei bereits tot gewesen. Eigentlich hätte er wollen, dass der alte Busch am Todestag seines Vaters sieht, wie er die Sachen seiner Familie zurückholt – seine Familie, die Busch auf dem Gewissen gehabt habe. Hätte er Busch umbringen wollen, dann hätte er das schon viel früher machen können, ohne dass jemand gemerkt hätte, dass es sich um einen Mord handelt.
In einer Vernehmungspause erfährt Berghammer von Gerichtsmediziner Dr. Robert Sprung, dass die Sauerstoffzufuhr mehrere Stunden vor dem Tod unterbrochen worden sein muss und demzufolge Tat- und Todeszeit etwa drei Stunden auseinander liegen. Somit hat Michael Meislein ein glaubhaftes Alibi durch Prälat Hinter, der ihn am Grab seines Vaters gesehen und anschließend noch Tee mit ihm getrunken hat.
Pfarrer Busch verlässt seine Frau wegen einer anderen und gibt ihr einen Brief, in dem er seine Gründe schildert. Sie geht damit zu Prälat Hinter und bittet ihn um Hilfe, weil die Polizei den Falschen verhaftet hat. Der Prälat eilt ins Kommissariat und berichtet, dass Pfarrer Busch seiner Frau den Mord gestanden habe und seit gestern verschwunden sei; es sei zu befürchten, dass er sich etwas antun wolle. Zur Untermauerung zeigt er den Kommissaren den Brief von Pfarrer Busch an seine Frau, in dem es heißt: „So kann ich nicht mehr weiterleben, jeder Tag vergrößert meine Schuld, und es ist besser, wenn ich gehe.“
Für die Kommissare klingt der Brief eher wie ein Abschiedsbrief eines abtrünnigen Ehemannes, nicht wie der eines Selbstmörders. Sie erinnern sich an den Ohrring und suchen Frau Söllner auf. Von ihr erfahren sie, dass Pfarrer Busch sie nach Argentinien mitnehmen wollte; er habe bereits die Scheidung eingereicht. Frau Söllner vermutet ihn in der Jagdhütte, doch  diese ist verschlossen. Als die Kommissare wieder abziehen wollen, hören sie von drinnen eine Trillerpfeife, worauf Berghammer die Tür eintritt. Nico Busch ist benommen und kann nicht sprechen. Kommissar Berghammer wählt den Notruf, gibt an, dass der Pfarrer Diabetiker sei und schildert die Symptome. Da kommt Christel Busch hinzu und will ihrem Mann eine Insulinspritze geben. Doch Berghammer bekommt am Telefon die Anweisung, ihm Zuckerwasser einzuflößen, und verhindert die Injektion.
Christel Busch sagt aus, sie und ihr Mann hätten schon immer von Argentinien geträumt. Ihr Schwiegervater hätte nicht mitgehen können und eine Heimunterbringung sei nicht in Frage gekommen. Er habe gesagt, lieber sterben als in ein Heim, sie solle es ihm versprechen. Er habe sie gebraucht und sie hätten nicht nach Argentinien gehen können. Den Mordversuch an ihrem Mann begründet sie damit, dass er sie verlassen habe, obwohl er immer gesagt habe, er könne ohne sie nicht leben.

### Nebenhandlung
Das Grab der Familie Berghammer soll aufgelassen werden, weil die Verlängerungsfrist für den Pachtvertrag versäumt wurde. Resi Berghammer wehrt sich erfolgreich gegen das Abtragen des Grabsteins und nagelt Protestsprüche an die Kirchentür. Prälat Hinter lässt ihr durch ihren Sohn ausrichten, sie werde demnächst einen Kostenvoranschlag vom Schreiner bekommen.
Benno Berghammers Ersuchen um eine gütliche Lösung findet bei Prälat Hinter kein Gehör, bis der Kommissar ihm im Beichtstuhl beichtet, er habe im evangelischen Pfarrhaus etwas gestohlen, das eigentlich der katholischen Kirche gehöre, und er sei unter gewissen Umständen bereit, es an seinen angestammten Platz zurückzubringen. Dem Prälaten ist die Sache überaus peinlich, weil er nach dem Salsatanzen der Pfarrersgattin Christel Busch ein Marienbildnis geschenkt, Benno Berghammer gegenüber aber behauptet hat, es befinde sich beim Restaurator und sei wahrscheinlich nicht mehr zu retten. Schließlich gibt er sich geschlagen und verlängert den Pachtvertrag.
Die Rechnung für die Reparatur der Kirchentür bezahlt am Ende nicht Resi Berghammer, sondern die Haftpflichtversicherung des Prälaten, weil er die Nägel unsachgemäß entfernt hat.

## Hintergrund
Die Dreharbeiten wurden in Bad Tölz durchgeführt; als Schauplatz für die „Pension Resi“ diente das Hollerhaus Irschenhausen.

## Kritik
Die Programmzeitschrift TV Spielfilm schreibt: „Drollig, aber mehr Schwank, als Krimi.“